# 41gy busz (Budapest)
A budapesti 41-es (gyors 41-es) jelzésű autóbusz a Kosztolányi Dezső tér és az Őrmezői lakótelep között közlekedett. A vonalat a Budapesti Közlekedési Zrt., majd alvállalkozóként a VT-Transman üzemeltette.

## Története
1990. szeptember 1-jén indult a 41E autóbuszt felváltó 41-es a Kosztolányi Dezső tér – Őrmezői lakótelep, Neszmélyi út útvonalon. 1992. december 1-jétől a 172-es busz megszűnése miatt hétvégén is közlekedett. 1998. április 18-án az Őrmezői lakótelepnél a körüljárási irány ellentétes lett, ezért a végállomása a Menyecske utcához került.
2008. szeptember 8-án jelzését 150E-re változtatták, és a Kosztolányi Dezső téri végállomását áthelyezték Újbuda-központhoz.

## Járművek
A vonalon 2007-ig Ikarus 260-as buszok közlekedtek, amelyeket a BKV Kelenföldi (korábbi néven Fürst) garázsa állított ki. 2007. szeptember 3.-tól a VT-Transman Ikarus 263-as, majd 2008-ban (a járat megszűnése előtt) MAN SL 223-as buszokat közlekedtetett a vonalon.

## Útvonala
1990-től 1998-ig
| Őrmezői lakótelep felé | Kosztolányi Dezső tér felé |
| --- | --- |
| Kosztolányi Dezső tér vá. – Bocskai út – Szirmai István utca – Ajnácskő utca – Budaörsi út – aluljáró – Menyecske utca – Őrmezői lakótelep (Neszmélyi út) vá. | Őrmezői lakótelep (Neszmélyi út) vá. – Neszmélyi út – Balatoni út – Budaörsi út – Ajnácskő utca – Szirmai István utca – Bocskai út – Kosztolányi Dezső tér vá. |

1998-tól 2008-ig
| Őrmezői lakótelep felé | Kosztolányi Dezső tér felé |
| --- | --- |
| Kosztolányi Dezső tér vá. – Bocskai út – Nagyszőlős utca – Ajnácskő utca – Budaörsi út – aluljáró – Neszmélyi út – Őrmezői lakótelep, Menyecske utca vá. | Őrmezői lakótelep, Menyecske utca vá. – Menyecske utca – Balatoni út – Budaörsi út – Ajnácskő utca – Hamzsabégi út – Bartók Béla út – Ulászló utca – Kosztolányi Dezső tér vá. |

## Megállóhelyei
1990-től 1998-ig
| 0 | Kosztolányi Dezső tér végállomás           | 8 | 7, 7A, 7, 12, 14, 40, 41, 53, 72, 86, 87, 87A, 114, 153, 173 19, 49 |
| 5 | Sasadi út                                  | 3 | 40, 40, 41, 53, 72, 87, 87A, 139, 153                               |
| 8 | Menyecske utca                             | ∫ | 41                                                                  |
| ∫ | Balatoni út                                | 1 |                                                                     |
| 9 | Őrmezői lakótelep, Neszmélyi út végállomás | 0 | 41                                                                  |

1998-tól 2008-ig, az őrmezői kört az ellenkező irányban járja be.
| 0 | Kosztolányi Dezső tér végállomás             | 8 | 7, 7E, 14, 40E, 41, 47-49V, 53, 86, 87, 87A, 114, 149V, 153, 172E, 173, 173E, 187, 188E, 212, 240E, 250, 272 19 |
| 5 | Sasadi út                                    | 3 | 40, 41, 53, 87, 87A, 139, 153, 239, 240E, 250, 272                                                              |
| 8 | Neszmélyi út                                 | ∫ | 41, 250 |
| ∫ | Kérő utca                                    | 1 | 41, 250 |
| 9 | Őrmezői lakótelep, Menyecske utca végállomás | 0 | 41, 250 |